# Steinn Skaftason
Steinn Skaftason (n. 990) fue un vikingo y escaldo de Rangárvallasýsla en Islandia, hijo del lagman Skapti Þóroddsson. En Heimskringla se le cita en un capítulo propio como un hombre apuesto, triunfante, de gran porte y ambicioso. Durante su estancia en la corte de Olaf II el Santo, acompañó al contingente formado por Þóroddur Snorrason (hijo de Snorri Goði), Gellir Þorkelsson (hijo de Þorkell Eyjólfsson), Egill Hallsson (hijo de Síðu-Hallur) y él mismo para presentar un poema del lagman para el rey y representar a los islandeses ante la corona noruega. Steinn también tiene su propio relato corto, Steins þáttr Skaftasonar.